# チャック・フローレス
チャック・フローレス（Chuck Flores、1935年1月5日 - 2016年11月24日）は、アメリカのジャズ・ドラマー。
実際に西海岸出身でウエストコースト・ジャズに関わるという比較的少ないミュージシャンの1人であるフローレスは、カリフォルニア州オレンジで生まれ、サンタアナで育った。1950年代にサックス奏者のバド・シャンクと行った仕事、および1954年から1955年までの2年間のウディ・ハーマンとの仕事で最もよく知られているが、カーメン・マクレエ、アート・ペッパー、メイナード・ファーガソン、アル・コーン、そして彼のドラム教師であったシェリー・マンなどのミュージシャンとの共演やレコーディングも行っている。マンたちは、フローレスを過小評価されているドラマーだと考えていた。
後年、フローレスは非常に人気のある有名な教育者となり、その生徒には、ダニー・セラフィン、チャド・ワッカーマン、ジョン・ワッカーマン、ブルックス・ワッカーマン、レイ・メルバウム、ピート・パラダ、ジェイミー・ウォーラム、ホセ・ルイス、ザック・スチュワートがいた。フローレスは、ロサンゼルスのミュージシャンズ・インスティチュートで長年教員を務めていた。

## ディスコグラフィ

### リーダー・アルバム
- Flores Azules (1976年、Dobre)
- Drum Flower (1977年、Concord Jazz)

### 参加アルバム
ローリンド・アルメイダ
- Latin Guitar (1976年、Dobre)
- Virtuoso Guitar (1977年、Crystal Clear)
- New Directions (1979年、Crystal Clear)

ウディ・ハーマン
- The Woody Herman Band! Part 1 (1954年、Capitol)
- The Woody Herman Band! Part 2 (1954年、Capitol)
- The Woody Herman Band! Part 3 (1954年、Capitol)
- The Woody Herman Band! (1955年、Capitol)
- Road Band! (1955年、Capitol)
- Blues Groove (1956年、Capitol)
- Jackpot! (1956年、Capitol)
- Hey! Heard the Herd? (1963年、Verve)
- The Third Herd Vol. 2 (1982年、Discovery)

アート・ペッパー
- 『モダン・アート』 - Modern Art (1957年、Intro)
- 『ジ・アート・オブ・ペッパー』 - The Art of Pepper (1957年、Omegatape)
- The Art of Pepper Vol. II (1958年、Omegatape)
- Omega Alpha (1981年、Blue Note)

バド・シャンク
- 『バド・シャンク・カルテット』 - The Bud Shank Quartet (1956年、Pacific Jazz)
- 『ザ・バド・シャンク・カルテット・アット・カル・テク』 - Jazz at Cal-Tech (1956年、Pacific Jazz)
- 『バド・シャンク・カルテット』 - Bud Shank Quartet Featuring Claude Williamson (1957年、Pacific Jazz)
- 『ザ・フルート・アンド・ジ・オーボエ』 - Flute 'n Oboe (1957年、Pacific Jazz) ※with ボブ・クーパー
- 『ザ・スウィングス・トゥ・ティーヴィー』 - The Swing's to TV (1958年、Pacific Jazz)
- 『ホリデイ・イン・ブラジル』 - Holiday in Brazil (1959年、Vogue) ※with ローリンド・アルメイダ
- Latin Contrasts (1959年、World Pacific)
- 『スリッパリー・ホエン・ウェット』 - Slippery When Wet (1959年、World Pacific)
- 『ブローイン・カントリー』 - Blowin' Country (1959年、World Pacific) ※with ボブ・クーパー
- 『バド・シャンク・プレイズ・テナー』 - Bud Shank Plays Tenor (1962年、Record Society)
- 『ブラサンバ!』 - Brasamba! (1963年、Pacific Jazz)
- 『ライヴ・アット・ザ・ヘイグ』 - Live at the Haig (1985年、Choice)

その他
- 秋吉敏子＝ルー・タバキン・ビッグ・バンド : 『ロング・イエロー・ロード』 - Long Yellow Road (1975年、RCA)
- コンテ・カンドリ、ラス・フリーマン、アート・ペッパー : 『ムーチョ・カラー』 - Mucho Calor (1958年、Andex)
- ネシャマ・カールバッハ : Soul (1996年、Sameach Music)
- アル・コーン、ビル・パーキンス、リッチー・カミューカ : Three of a Kind (1956年、RCA)
- アル・コーン、ビル・パーキンス、リッチー・カミューカ : The Brothers! (1956年、RCA Victor)
- ディック・コリンズ : Horn of Plenty (1955年、RCA)
- ディック・コリンズ : King Richard the Swing Hearted (1955年、RCA Victor)
- ギル・フラー : Night Flight (1966年、Pacific Jazz)
- フロイド・ハドルストン : Happy Birthday, Jesus (1977年、Dobre)
- シェリー・マン : 『ザ・マン・ウィ・ラヴ』 - The Manne We Love (1979年、Eastworld)
- ドド・マーマローサ & ロレイン・ゲラー : 『ウェスト・コースト・ピアノ・タッチ』 - West Coast Piano Touch (1992年、Vantage)
- カーメン・マクレエ : 『グレート・アメリカン・ソングブック』 - The Great American Songbook  (1972年、Atlantic)
- ショーティ・ロジャース : A Live Jam Session Recorded at the Rendezvous Ballroom (1979年、Jam Session)
- サイ・タフ : 『サイ・タフ、ヒズ・オクテット&クインテット』 - Cy Touff, His Octet & Quintet (1956年、Pacific Jazz)
- サイ・タフ : Keester Parade (1962年、Pacific Jazz)